# ウェールズの服飾

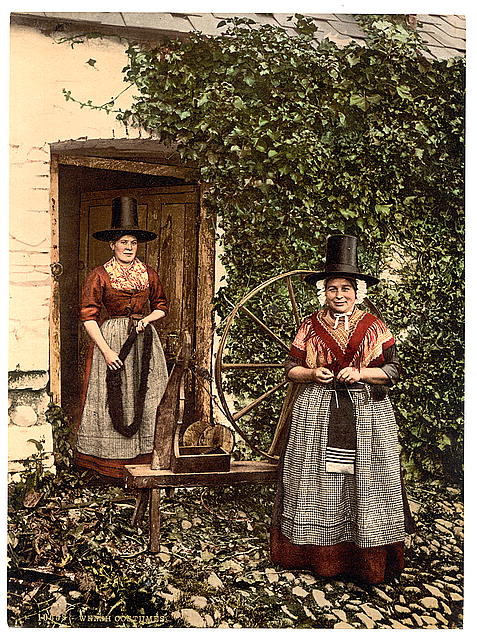
19世紀後半のウェールズの地方の女性の写真

ウェールズの服飾（ウェールズのふくしょく）では、伝統的なウェールズの服装について記述する。
伝統的なウェールズの服装はウェールズの地方の女性に着用されていた服である。それは、18世紀終わりから19世紀始めまでの間にウェールズを旅行した多くの英国の訪問客によって、イングランドの地方の女性が着ていたものとは異なると確認された。彼女たちが着ていたものは、地方の女性が着ていたヨーロッパの服装の残存である可能性がある。これは「ベッドガウン」も含まれるが、 当初17、18世紀にジェントリ階級に着用されていて、ブリテンのどこよりも長くウェールズで残存した衣類のアイテムである。独特なウェールズの帽子は1830年代に最初に作られて、1840年代からウェールズの象徴としても使われた。
ウェールズの服は地方の服として始まり、（ウェールズ内の地域の変動と一緒に）、そして富裕な農民の妻と娘が特別な出来事や彼らの農作物を売るために市場に行くときに着る伝統的な服だと認められた。1880年代から、伝統的な服が一般的に使われなくなったなり、 国の要素として選ばれた。その時以来、それは王室訪問のようなイベントや、教会とチャペルで聖歌隊によって、写真を撮るためや、「エイステズヴァド（ウェールズの芸術祭）」で女性に着用された。それは、第一次世界大戦の直前に聖デイヴィッドの祝日として、女の子に着用されたことが最初であった。そして現在、ウェールズの民族衣装として認められている。

## 歴史

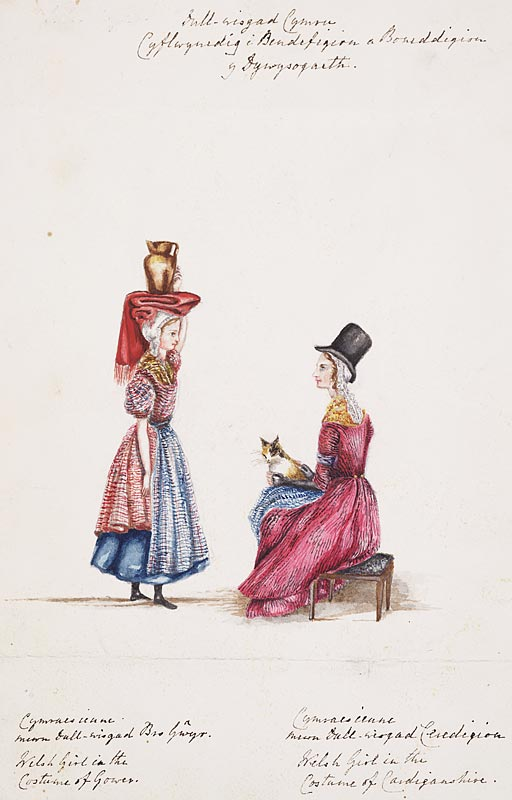
ガワー地方(左)とカーディガン地方(右)のウェールズの服のスケッチ

初の観光客がウェールズに来て、ウェールズの女性が着る服を言葉と絵で記録したおよそ1770年より以前は、伝統的なウェールズの服についての証拠はごくわずかしかなかった。彼らはウェールズの地方の女性が場所によって異なった特徴的な服を着る点に注目した。イングランドとウェールズの境界の近くや忙しい港の近くに住んでいた女性は、綿でできているイングランドの服をすでに着ていた。
1830年代の間、何人かのジェントリ階級の特定の人々、特にアバーガヴェニーの近くのラノーバーのオーガスタ・ホール(のちにラノーバ夫人)は服装を含めたいくらかのウェールズの伝統を記録し、保存しようとした。オーガスタ・ホールが制作を委嘱したかもしれないウェールズの地域の服についての版画は広範に分布しなかった。それらの一部は、1951年に記事で発表されたものもあった。1830年代から記事が発表されるのが初めてであった。ウェールズの服装に対する彼女の影響は、1963年のウェールズの農家の服装に関する記事の出版の後、大いに誇張され、彼女が伝統的なウェールズの服を発明するか、保存する役割を果たしたという誤解を引き起こした。その時以来、多くの著述家は、オーガスタ・ホールによって、19世紀の間に地方の女性がウェールズ中でウェールズの服を着ることに大きな影響をもたらすと思い、そしてそれは、民族衣装の創造という結果に繋がると思ったが、ほとんど証拠がない。

### 民族衣装の起源

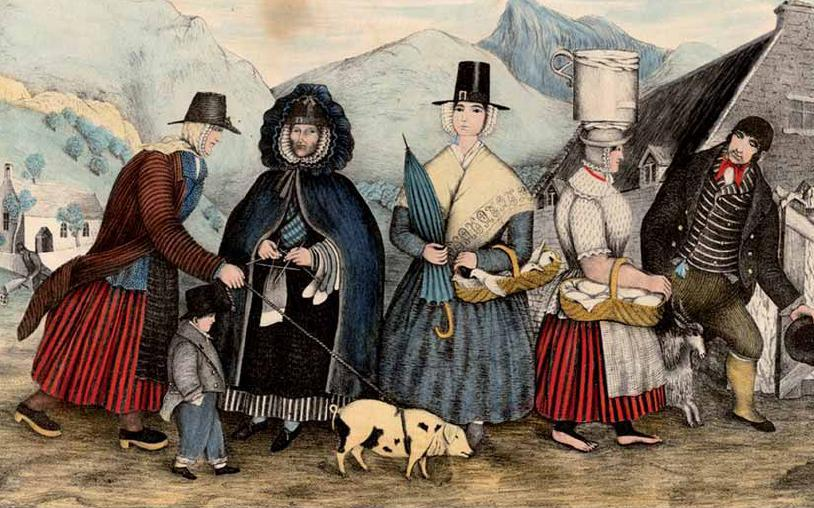
ウェールズの市場で描かれたウェールズのファッション (R. Griffiths, 1851)

民族衣装は19世紀の半ばに一般的に使用されなくなったが、それはまだ市場や、特別な出来事のために一部の女性に着られていた。ウェールズの服は主要な国家イベント（特に王室訪問）で、復活し、使われるようになり、求められるようになった。1834年に、オーガスタ・ホールはエッセイを書き、カーディフで主催されたモンマスシャーやグラモルガンシャー芸術祭でエッセイが受賞したが、服についてはほとんど書かれていなかった。そして民族衣装については何も書かれていなかった。1840年代では彼女は、舞踏会を開いたが、そこでは彼女の友人は彼女が依頼したファッションプレートを踏まえた衣装を着た。しかしそれらはウールではなくサテンでできていた。
服の採択はウェールズの愛国心の成長と同時に起こり、そしてその中で大規模な南グラモーガンの工業化は従来の農業生活様式に対する脅威とみなされた。ウェールズの羊毛で作られた民族衣装はしたがってウェールズのアイデンティティの視覚的な発表とみなされていた。1881年の間のウェールズ公によるスウォンジーへの訪問で、ウェールズの服は聖歌隊のメンバーを含むかなりの若い女性に着用されていた。
1880年代から、古い服や現代に改造された服は、コンサートや「エイステズヴァド（ウェールズの芸術祭）」のパフォーマー、資金繰りイベントの露店の所持者に、そして、王室訪問のために着用されていた。このように ウェールズの服を着た数多くの女性はいつも少なかったが、それはそのようなイベントの報告で大いに注目を集めた。それを着た人々の中にはそのイベントに出席する時間や、服を買うお金を十分に持つ余裕があった新興ミドルクラスの家庭の若い人たちもいた。これらのイベントで服を着るようにほんのすこしだけしか奨励はなかったが、そのうちの服を着た何人かは度々誇らしげに人の口にのぼるようになった。
1880年代後に着用されていたウェールズの服は、ある人々にとっては伝統を守ろうとしたこともあれば、他の人々にとってはウェールズの服はウェールズのアイデンティティや国と関係していて、市場で売るものと、彼らの多くがウェールズの言葉を話すことにおいて、自分たちと新しい住民との違いを示そうとした。ごく少数の人達はそのいくつかが伝統的な企業(特に織り物工業)の宣伝広告になることもあった。ウェールズの服が訪問客をただ喜ばせるために着用されたという提案を支持する証拠はほとんどないが、 それは本当の可能性もある。
1880年代から特別なイベントのためにコスチュームを取り入れる若い女性は、新しいウェールズの精神とみなされ、こうした衣服着用は成果をあげたと考えられた。特にウェールズの女性の合唱隊がウェールズの衣装を着てから、合唱隊が1893年にシカゴ万博博覧会で賞を獲得し、そして合唱隊はヴィクトリア王女のために歌いに行ったり、英国中でコンサートをした。

### 現代の服装
現代の服は聖デイヴィッドの祝日の祝賀で女の子に着用されていて、それは昔はよく母によって古い服から作られ、そして今は市販されている。デザイン、色、レースの使用（19世紀の間はウェールズの服としてそれは滅多に用いられなかった）は特に、ダンサーが他の国と見分けがつくように実際的な快適な服を必要とするスランゴレンのインターナショナルエイステズヴァド（1947年に開催された）や、他のイベントで競争するために作られた。今もそのダンスチームが着ている服は、ウェールズの南西部で元来見つかったガウンの仕立てに基づいている。

## ウェールズの服の要素

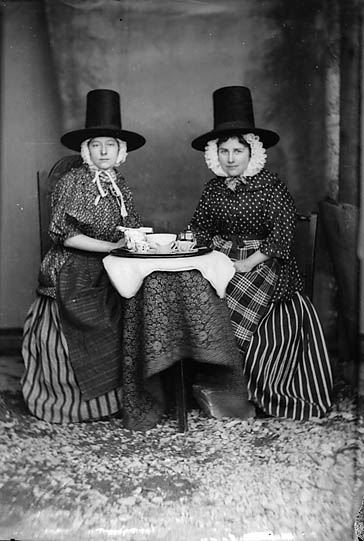
民族衣装を着て紅茶を飲む2人の女性 (c. 1875)

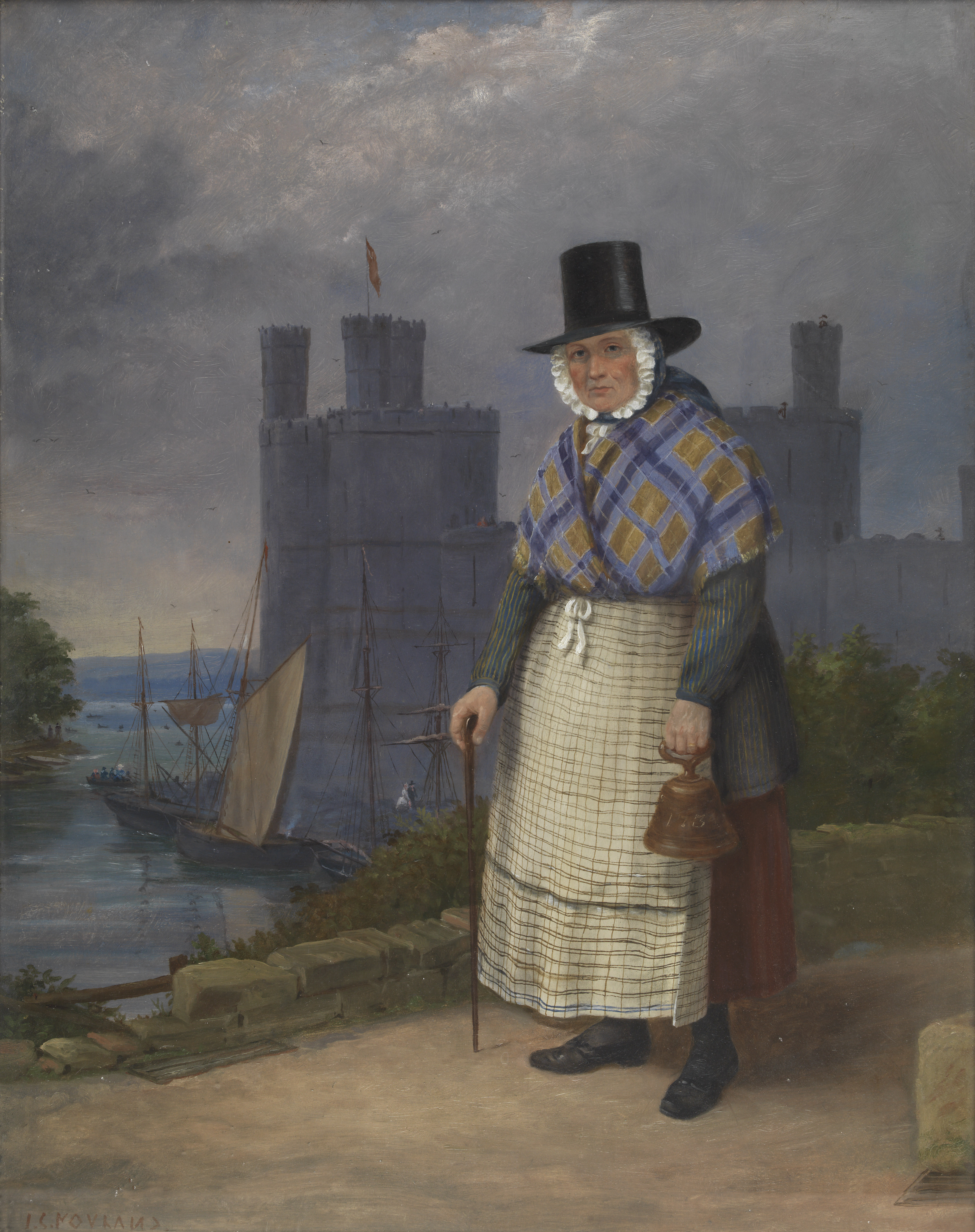
ジョン・カンブリアン・ローランド「のカーナーヴォンの鳴鐘人の職業の服装」(1870年代)

### 構成要素

#### ガウンやベッドガウン
ウェールズの服（帽子以外の）で最も際立った特徴は、ガウン（またはベッドガウンと呼ばれる）である。それは、ウェールズの言葉ではいろいろ綴られているが、最も一般的には現在"betgwn"として綴られている。2つの形に基づくいくつかの種類がある:
1. きつくフィットした襟ぐりが衣類のトップと長く広いテールで仕立てた形
これらはカーディガンとカマーゼンシアで、そしておそらく中部ウェールズの地域で一般的で、赤や非常に濃い青、または黒いストライプの現地で作られたフランネルでできていた。質素な布でより短いテールによるものは、ペンブルックシアで見受けられた。
2. 着物のようなゆるいT字の形
T字の形は、北西と南東ウェールズで見受けられた。これらのつくりはしばしば綿の模様付けであった。

#### スカートとペチコート (パリ)
これらは大胆な色でよく赤と暗い青または白や黒を使っており、垂直か、時折横のストライプの重いフランネルである。

#### ケープやマント
ウェールズの帽子を覆うための長く大きなフードがあった。ウェールズでは、赤いものより、青いウールの外套がはるかに一般的であった。

#### ショール
ウェールズで使われるショールの種類
1. 正方形ショール: 
周りにフリンジがあり、自然色のウールのショール。これは、三角形か長方形をつくるために折られて、肩に羽織るように着られた。
2. 折り返し: 
ふちを縫い合わせ、ななめに折られた時両方とも表が上になる形にするものもあった。
3. 外套: 
長いフリンジのある大きな長方形または正方形のウールのショールはウエストにつけられてパンや他の食事を運ぶためによく使われていた。それは、肩の羽織としても使われていた。これらの色は白かクリーム色、そして赤もあった。それらは南ウェールズでより一般的であった。赤いウールの小さなものはペンブルックシャー地方の北部で肩に羽織るのに使われていて、イギリスが最後にフランス人に侵略されたフィッシュガードの戦いの間、フランス人を追い返すのを手伝った女性に着用されたと言われている。
4. 授乳用ショール: 
長いフリンジがすべての縁についている大きな四角いショールで、自然な白かクリーム色の羊毛で作られ、他の仕事ができるよう手を開けるために赤ちゃんを抱くために肩や腰のまわりに身に着けられて、よくウェールズの外国人移住者のコミュニティでみられた。
5. ペイズリー織りのショール: 
ウール、絹または綿で模様をつけた中くらいから大きなショールは、明るいペイズリー織りで飾られた。それの多くはフリンジをつけられていた。

これらがウェールズの服の主要部分であったと考えられるが、ほとんどは高価で、おそらく非常に特別な出来事のために着用されるだけだった。

#### ハンカチーフ
ハンカチーフは当時"fishu"と呼ばれ、ガウンのトップの中へ押し込んで着用したり、ヘッドスカーフのように頭の上に着用するために使われた四角い布（通常は麻や綿で模様付けられた）である。

#### エプロン
エプロンは、チェック織りでよく自然の色（クリーム色から白、黒から灰色）であった。

#### ストッキング
多くの女性がストッキングを編むのにたくさんの時間を費やしたが、ほとんどは輸出のために売られた。約1,850人の多くの地方の女性が、ストッキング市場や市場から歩くのに、裸足または足の部分がないストッキングを履いた。

#### キャップ
モブキャップとしても知られて、キャップは、麻や綿でつくられ、頭を覆っている。飾りひだのたたまれた布が顔のあたりにある。肩下ぐらいで正面にかかる長いラペットがついていたものもある。

#### ウェールズの帽子
ウェールズの帽子の見た目の特徴は、幅が広く固い、平らなふちと高い山である。2つの山の形としては主に以下の2つがある。
ドラム形の山は北西のウェールズで着用されていて、わずかに先が細くなっている山はウェールズの他の地方で見られた。帽子は当初おそらく、フェルト（ビーバーとして知られるが、必ずしもビーバーでできるというわけではない）でできていたが、今もっとも残存している例はバックラムの土台で堅く固めた絹のフラシ天（時々ビーバーとしても知られる）である。
3つ目の種類の帽子はザルガイ帽として知られていて、スウォンジー地域で着用されていた。

### ウェールズの男性の服
ウェールズの男性や男の子が着ていた服はイングランドで男性が着ていた服と非常に類似していたので、ほとんどイラストが描かれなかったか、記述されなかった。チョッキ（よく明るい色）、しばしば青か白まじりの羊毛のジャケット、ネッカチーフ、ズボン、ウールのストッキングと黒いフェルトの帽子（山高帽または幅広いしなったふちによる低いドラム形の山のもの）を身につけていた。

### ウェールズのジェントリの服
多くのジェントリの人々はパリやロンドンからのエージェントや、ほとんどの新聞で出版された流行の服についての記事を読んだ仕立て屋から買った最新の流行の服を着た。

## 記録

### 説明文

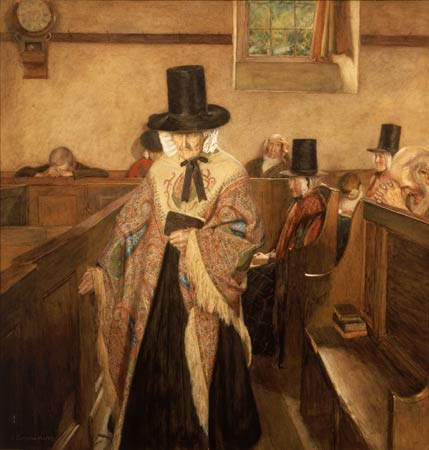
広い範囲で伝統的なウェールズの服であると認識されている1つである1908年のシドニー・C・ヴォスパーの水彩画の「セイラム」。

4,000語以上のウェールズの服についての記録は18世紀から19世紀の間に、多くは中流階級の中年の男性によって英語で書かれていた。しかしいくらかの例外があり、その記録は女性によって書かれており、長く、詳細で、おそらく信頼できるものである。ウェールズ語やウェールズの人々による英語での記録はほとんどなかった。（しかし、 T・J・ルウェリン・プリチャード の小説Twm Sion Cattiには説明されている。）伝統的な服を着た女性たちによる服について彼女たちが思ったことの記録はほとんど見つからなかった。
ウェールズの服について書かれたことの多くは、観察者の先入観によって影響された。18世紀の終わりのウェールズへの訪問客の多くは、絵のように美しいもの、そしてエデンの園またはアルカディアのようなものを捜しに来ていて、そしてこれは彼らが記録したものを誇張したのかもしれない。会った女性の多くが健康で、幸せで、かわいくて、イングランドのメイドのそれとは違った服を着たとわかって、彼らはしばしば喜んでいた。

### 絵と写真
1770年から1900年付けのウェールズの服が明らかに表された画像はおよそ700枚あり、20世紀前半にも同じくらいの枚数の写真（大部分は葉書）がある。そして、初期の写真に基づいていたものもあれば、他は滑稽なものもあった。これらのウェールズの服の画像の多くはウェールズの土産物として市場に出されて、それらはウェールズの服についての特徴的な何かがあるという概念を維持するに役立った。大部分の写真は写真家によって「お膳立て」され、そして女性は彼女たち自身の昔の服を度々着用したか、写真家から服を借りた。

### 現存している衣類
博物館や個人的なコレクションの中にウェールズの服が少し残っている。ほとんどはカーディフの近くのセント・ファーガンス国家歴史博物館と、アベリストウィスのケレディジョン博物館に保管されている。いつ作られたなのか年代を定めることが難しく、そしてその布の原料は今もよく知られていない。

### 人形
およそ80体の19世紀のウェールズの服を着ている人形が知られている。人形の多くは、残存しているものの中ではその種のものとしては最も古い可能性があるウェールズの服の生地で作っている。1832年のヴィクトリア王女（後の女王）の訪問以来の貴族のほとんどの女性たちはウェールズを訪問したとき、ウェールズの服を着ている人形を与えられた。これは、その時代からウェールズの服が特別なものと考えられて、服の版画に加えて市場に出されていたことを示す。

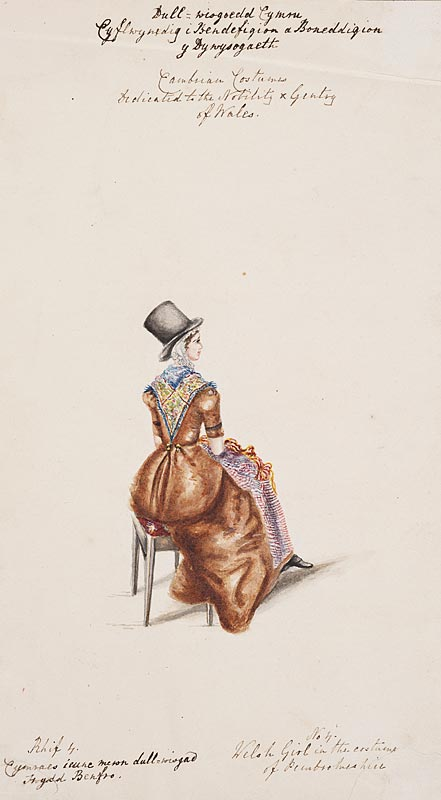
1830年、ペンブルック
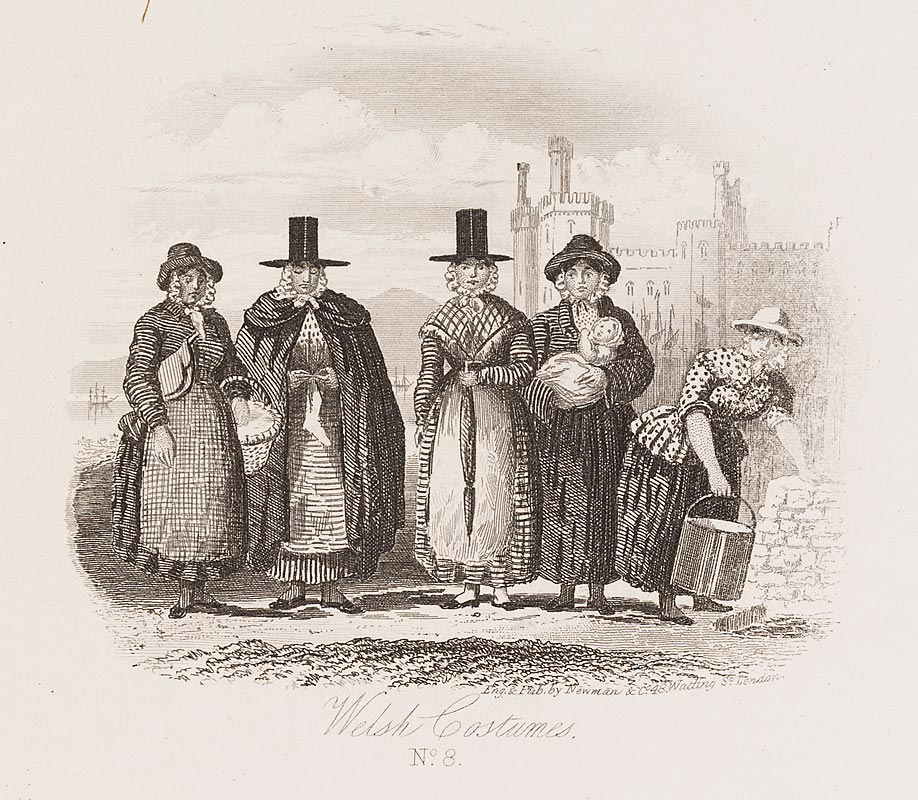
1830年、グウェント
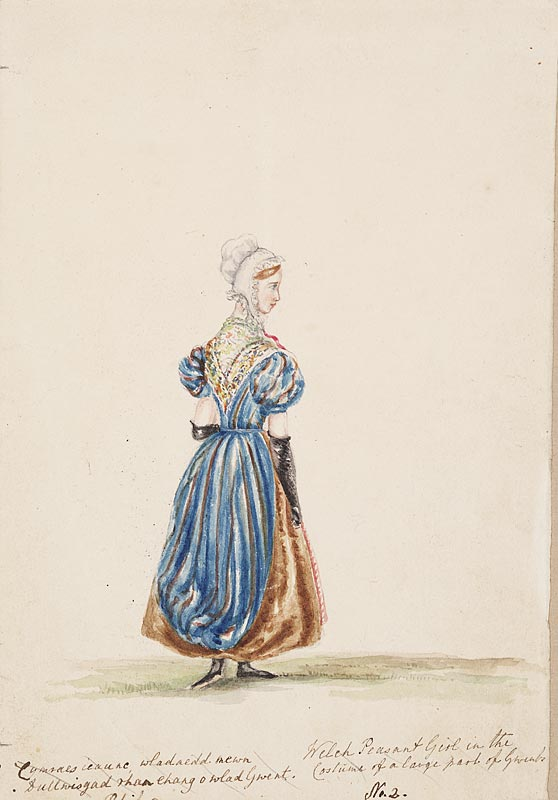
1830年、グウェント
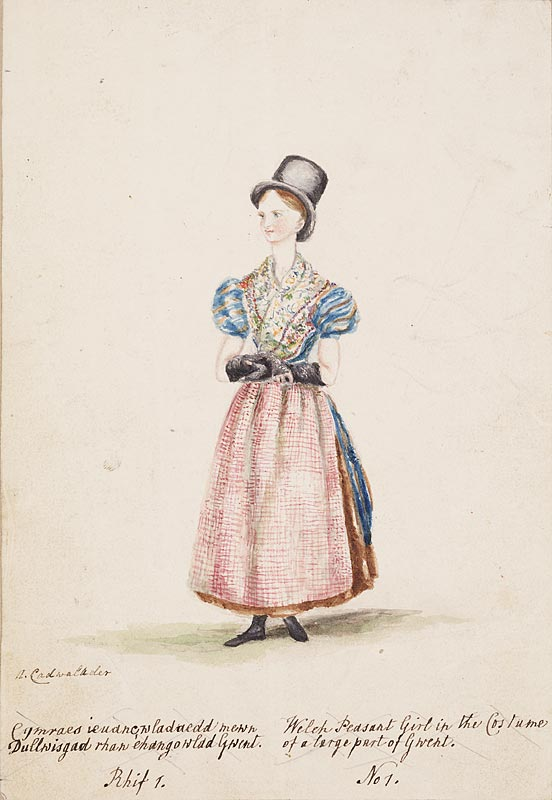
1830年、グウェント
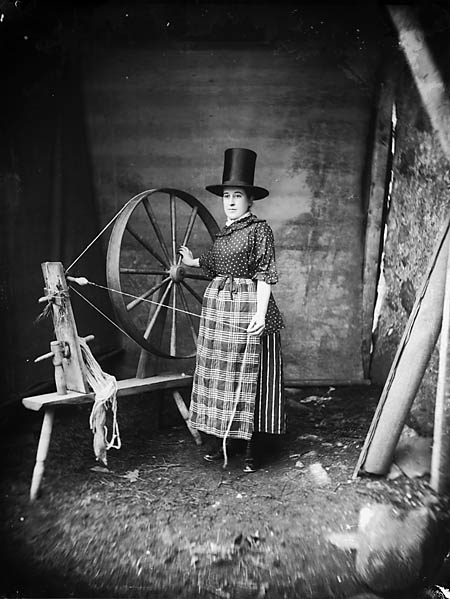
1885年